# أولكساندر كليوتشكو
أولكساندر كليوتشكو (بالأوكرانية: Ключко Олександр Михайлович)‏ (مواليد 11 يوليو 1984) هو ملاكم أوكراني، مثّل بلاده في الألعاب الأولمبية الصيفية 2008.

## روابط خارجية
أولكساندر كليوتشكو على موقع أوليمبيديا (الإنجليزية)